# Scutellidium ringuelti
Scutellidium ringuelti är en kräftdjursart som beskrevs av Pallares 1969. Scutellidium ringuelti ingår i släktet Scutellidium och familjen Tisbidae. Inga underarter finns listade i Catalogue of Life.